# Amílcar Barbuy
Amílcar Barbuy (29 de marzo de 1893, Rio das Pedras - 24 de agosto de 1965, São Paulo) fue un jugador centrocampista de fútbol Ítalo-brasilero y entrenador. 

## Biografía futbolística
Es conocido por ser uno de los mejores jugadores del Corinthians.
Para muchos fanáticos del Corinthians, Amílcar fue el segundo mejor jugador brasilero, solo detrás de Pelé.
También jugó para Palestra Itália y la Lazio, convirtiéndose en el primer brasilero en jugar en Italia.
Además, jugó 19 partidos para la Selección de fútbol de Brasil, donde anotó cinco goles.
Como técnico, dirigió a la Lazio, al São Paulo, al Palestra Itália, al Corinthians, al Portuguesa, al Portuguesa Santista y al Atlético Mineiro.

## Palmarés

### Como jugador

#### Corinthians
- Campeonato Paulista (3): 1914, 1916, 1922.[4]

#### Palestra Italia
- Campeonato Paulista (1): 1926-27

#### Brasil
- Copa América (2): 1919 y 1922.

### Como entrenador
Ninguno

## Trayectoria

### Como jugador
| Club            | País   | Año       |
| --------------- | ------ | --------- |
| Corinthians     | Brasil | 1913-1922 |
| Palestra Itália | Brasil | 1923-1930 |
| Lazio           | Italia | 1930-1932 |

#### Resumen estadístico
|                     | Partidos | Goles | Promedio |
| ------------------- | -------- | ----- | -------- |
| Clubes              | 343      | 110   | 0.32     |
| Selección brasileña | 19       | 5     | 0.26     |
| TOTAL               | 364      | 115   | 0.32     |

### Como entrenador
| Club                | País   | Año       |
| ------------------- | ------ | --------- |
| Lazio               | Italia | 1931-1932 |
| São Paulo           | Brasil | 1939      |
| Palestra Itália     | Brasil | ??        |
| Corinthians         | Brasil | ??        |
| Portuguesa          | Brasil | ??        |
| Portuguesa Santista | Brasil | ??        |
| Atlético Mineiro    | Brasil | ??        |